# Electrona
Az Electrona a sugarasúszójú halak (Actinopterygii) osztályának Myctophiformes rendjébe, ezen belül a gyöngyöshalfélék (Myctophidae) családjába tartozó nem.

## Rendszerezés
A nembe az alábbi 5 faj tartozik:
- Electrona antarctica (Günther, 1878)
- Electrona carlsbergi (Tåning, 1932)
- Electrona paucirastra Bolin, 1962
- Electrona risso (Cocco, 1829)
- Electrona subaspera (Günther, 1864)